# Eduard Birnbaum
Eduard Birnbaum (geboren 12. März 1855 in Krakau, Kaisertum Österreich; gestorben 8. August 1920 in Königsberg) war ein deutscher Chasan und einer der ersten Erforscher jüdischer Musik.

## Leben und Werk

Eduard Birnbaum

Eduard Birnbaum studierte während drei Jahren in Wien bei Salomon Sulzer Chasanut, den synagogalen liturgischen Gesang. 1872 wurde er zum stellvertretenden Kantor der Synagogengemeinde Magdeburg berufen. Zwei Jahre später wurde er Hauptkantor in Beuthen. Hier begann er, gedruckte Noten und Manuskripte, Literatur und Quellenmaterial zu sammeln, das zur Grundlage für seine Forschungsarbeit wurde, sowie für seine kritische Abhandlung über Baal T'fillah, eine 1877 herausgegebene Sammlung von 1500 jüdischen rituellen Melodien und Rezitativen des Kantors Abraham Baer (1834–1894). 1879 wurde Birnbaum Nachfolger von Zvi Hirsch Weintraub als Hauptkantor in der jüdischen Gemeinde Königsberg und versah diese Stelle bis zu seinem Tod 1920. 
Birnbaum veröffentlichte zwei Bände Liturgische Übungen (1900 und 1912). Zudem komponierte er liturgische Werke, die zum Teil postum in Der jüdische Kantor 1927–1931 veröffentlicht wurden, darunter eine Vertonung von Lecha Dodi. Am bedeutendsten sind jedoch seine Schriften, die als Birnbaum Collection vom Hebrew Union College in Cincinnati erworben wurden. Sie enthalten seinen thematischen Katalog, der auf etwa 7000 Karten synagogale Melodien auflistet, sowie seine Referenzensammlung zu Musik in rabbinischen Texten.